# 粗毛耳草
粗毛耳草（学名：Hedyotis mellii），为茜草科耳草属下的一个植物种。